# Marc Genuci Augurí
Marc Genuci Augurí (en llatí Marcus Genucius Augurinus) va ser un magistrat romà del segle v aC. Formava part de la família dels Augurí, una branca patrícia de la gens Genúcia.
Era germà del decemvir Tit Genuci Augurí i ell mateix va ser cònsol el 445 aC amb Gai Curci Filó, any en què es va instituir el tribunat amb poder consolar i la lex Canuleia, que va establir el connubium entre patricis i plebeus.